# Sonronius binotatus
Sonronius binotatus är en insektsart som först beskrevs av Sahlberg 1871.  Sonronius binotatus ingår i släktet Sonronius, och familjen dvärgstritar. Arten är reproducerande i Sverige.